# Banderola
Banderola är en bergstopp i Schweiz. Den ligger i distriktet Bernina och kantonen Graubünden, i den östra delen av landet, 220 km öster om huvudstaden Bern. Toppen på Banderola är 2 794 meter över havet.